# Zou (Costa do Marfim)
Zou é uma vila no oeste da Costa do Marfim. É uma sub-prefeitura de Bangolo (departamento) na Guémon (região), Montagnes (distrito).
Zou era uma comuna até março de 2012, quando se tornou uma das 1126 comunas por todo o país que foram abolidas.